# Agapanthus africanus
Agapanthus africanus (L.) Hoffmanns., 1824 è una pianta che appartiene alla famiglia delle Amaryllidaceae, originaria del Sudafrica.

## Descrizione
È una pianta bulbosa. Le foglie durano tutto l'anno, i fiori sono di colore bianco, celeste e blu.

## Galleria d'immagini

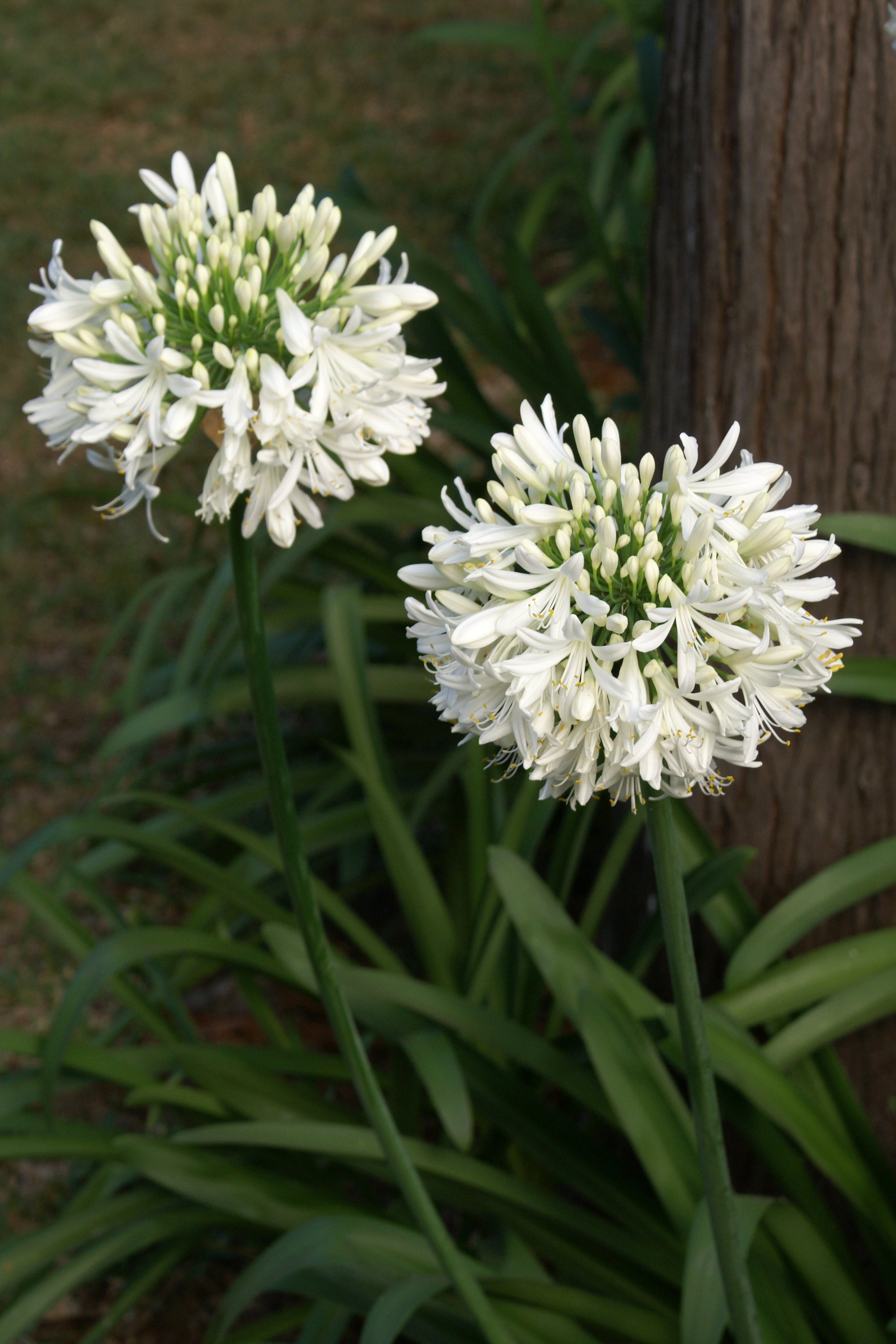
Cultivar Bianco
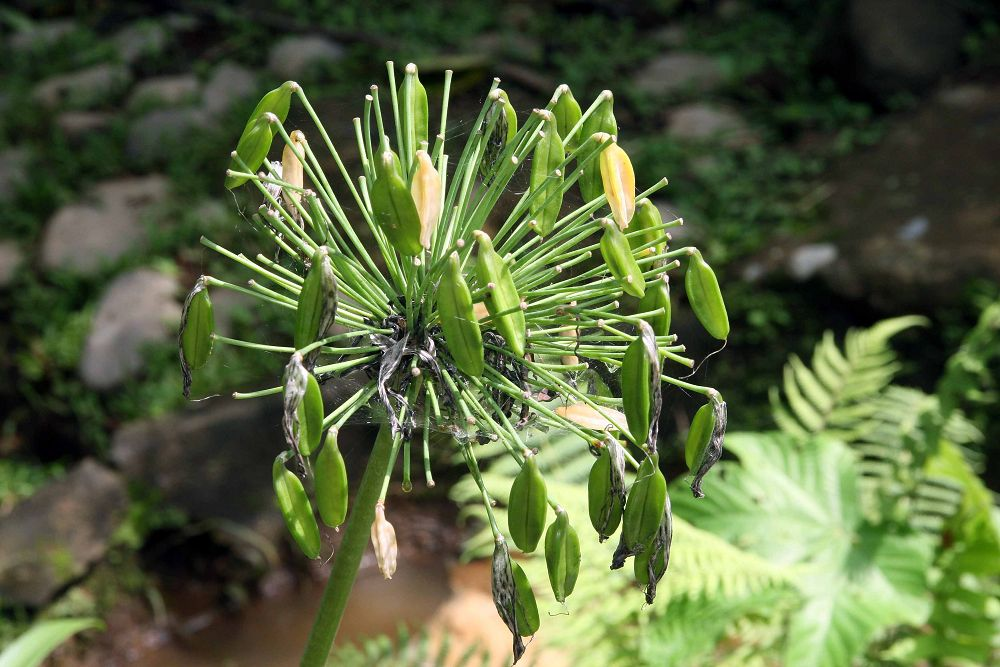
I frutti
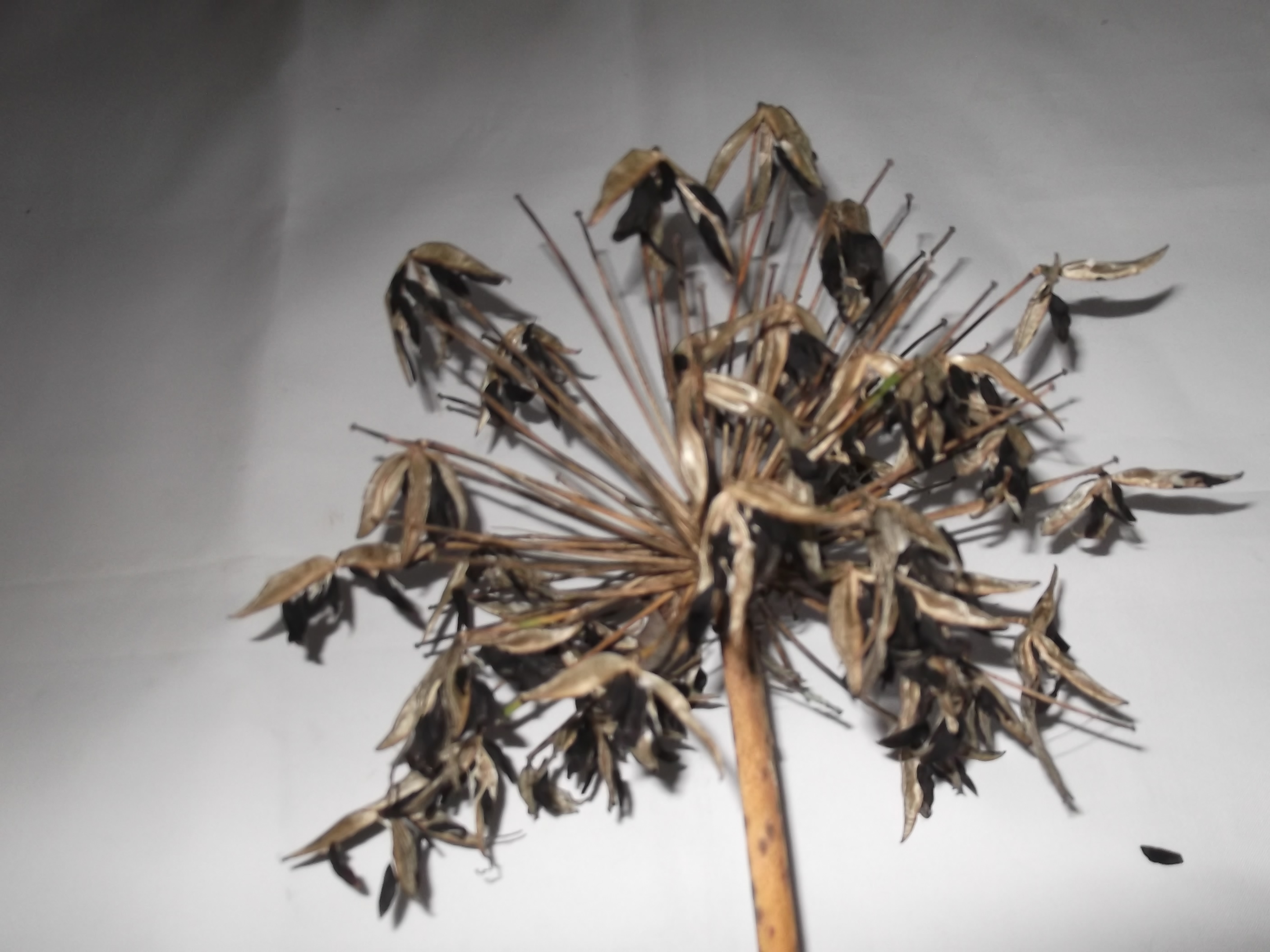
I semi
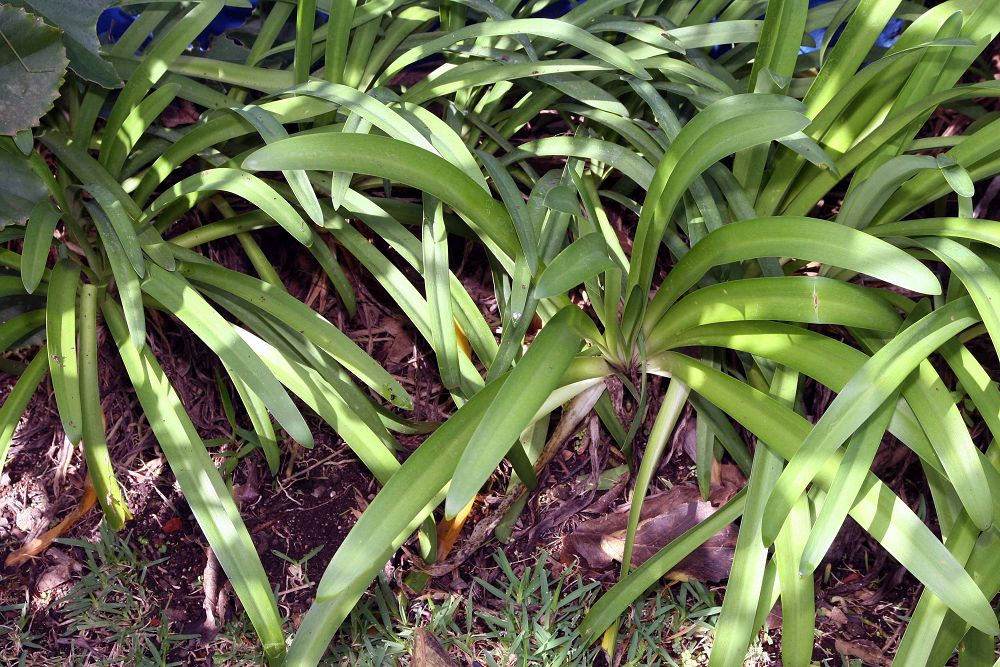
Le foglie